# Fiesole
Fiesole je italské město v Toskánsku v provincii Florencie. Je sídlem diecéze. Má 14 113 obyvatel. Od města Florencie je vzdáleno asi 8 km. Je to oblíbený turistický cíl nejen pro své kulturní bohatství, ale i pro krásnou krajinu, která městečko obklopuje.
Leží uprostřed olivových hájů ve zvlněné toskánské krajině ve výšce asi 300 m n. m.

## Historie
Tato původně etruská osada Faesulae ze 7. století př. n. l. měla silné mocenské postavení ve střední Itálii. Byla připojena k Římu až do 3. století př. n. l. Svrchovanost pak ztratila až po založení Florencie v 1. století př. n. l.
V roce 90 př. n. l. se město během občanské války vzbouřilo a připadlo do rukou Lucia Porcia Catona. Pár let poté bylo obsazena armádou Sully za to, že stranilo Mariovi. Tak se oficiálně zrodilo město Fesulae romana, centrum kraje, které mělo kapitol, forum, divadlo, chrámy a lázně. Opevněná citadela se nacházela na vrcholku kopce, kde dnes najdeme klášter Svatého Františka.
Biskupové z Fiesole drželi v rukou už od roku 492 velkou politickou moc a to až do vrcholného středověku. S rozmachem Florencie ztrácelo Fiesole lesk a slávu. Od roku 1125 bylo Fiesole zabráno králem a od tohoto okamžiku sdílelo víceméně osudy Florencie.
V roce 1325 obnovili Florenťané městské hradby ze strachu před útokem Castruccia Castracaniho. A tak bylo opevněno hradbami i Fiesole, kde sídlila řehole františkánů. Fiesole se stalo oblíbeným místem také proto, že zde byla postavena villa Medicejských (památka světového dědictví UNESCO).

## Pamětihodnosti

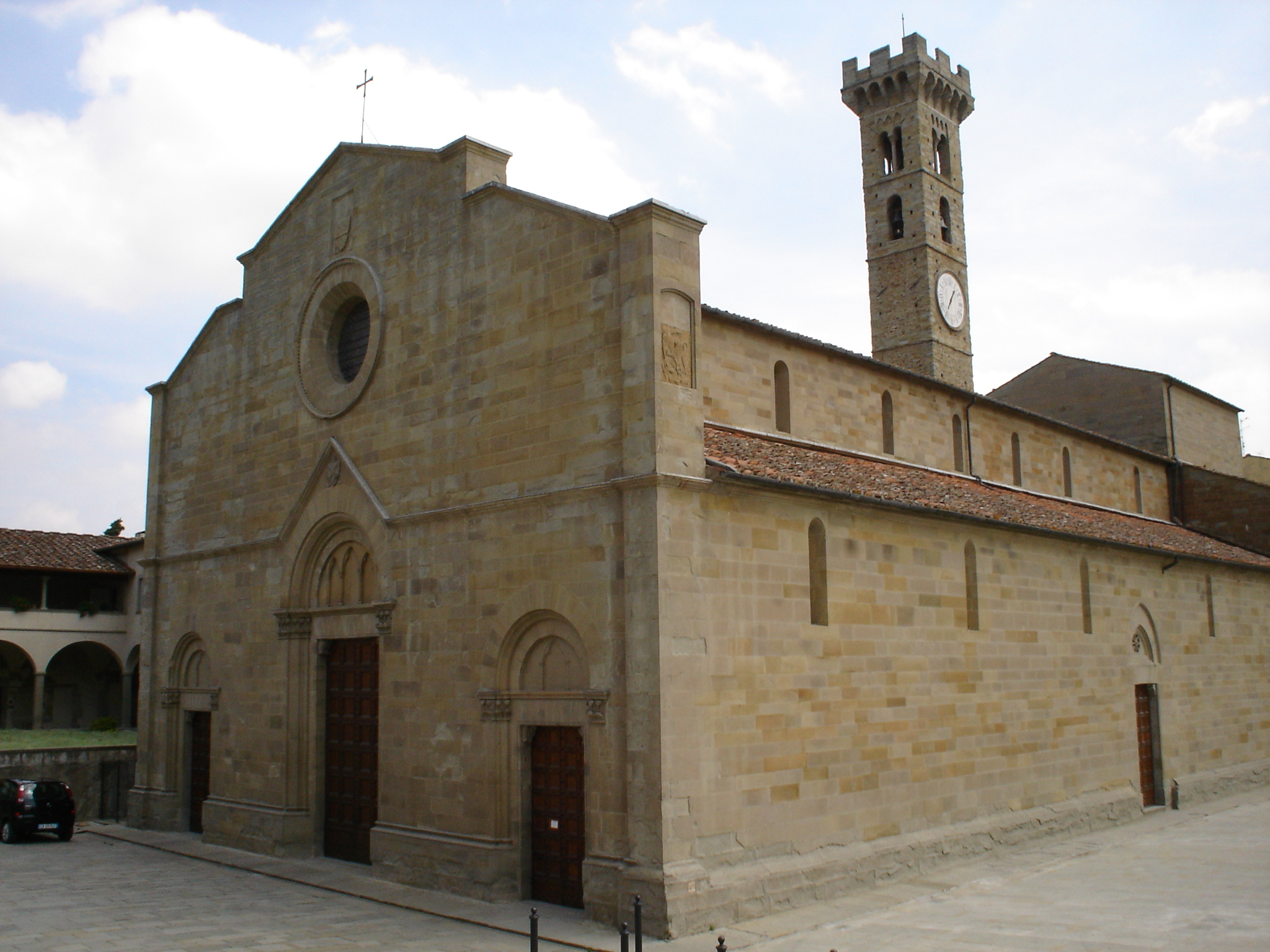
Dóm San Romolo

Interiér dómu

- Dóm svatého Romula (Duomo San Romolo) je trojlodní románská bazilika na Piazze Mino da Fiesole. Stavba byla zahájena roku 1028,  strohý románský interiér má sloupy mezilodních arkád s korintskými hlavicemi, dva nadzemní závěry, horní přístupný po dvouramenném schodišti, s oltářem z poloviny 14. století. Samostatně stojí vysoká čtyřboká zvonice (kampanila) s cimbuřím.
- Kostel sv. Františka s dosud činným františkánskýmu klášterem , stavby ze 14. století, na strmé Via di San Francesco
- Kostel sv. Alexandra (Sant'Alessandro) z 9. století s neoklasicistní fasádou.
- Kostel sv. Dominika ve stejnojmenné místní části města, přístupný po Via Vecchia Fiesolana, z 15. století, s freskami Madony mezi anděly a světci (kolem 1430) od Fra Angelica a v kapitulní síni freskou Ukřižování (kolem 1430) od téhož umělce.
- Kostel P. Marie ve slávě (Santuario della Madonna delle Grazie) s poutním mariánským obrazem
- Badia Fiesolana kostel sv. Bartoloměje s bývalým klášterem, při Via della Badia dei Roccettini, renesanční stavba z roku 1456, průčelí má nedokončené geometricky řešené šedobílé mramorové obklady; interiér z místního šedého kamene (pietra serena).
- Biskupský palác

### Římské divadlo a etruské hradby

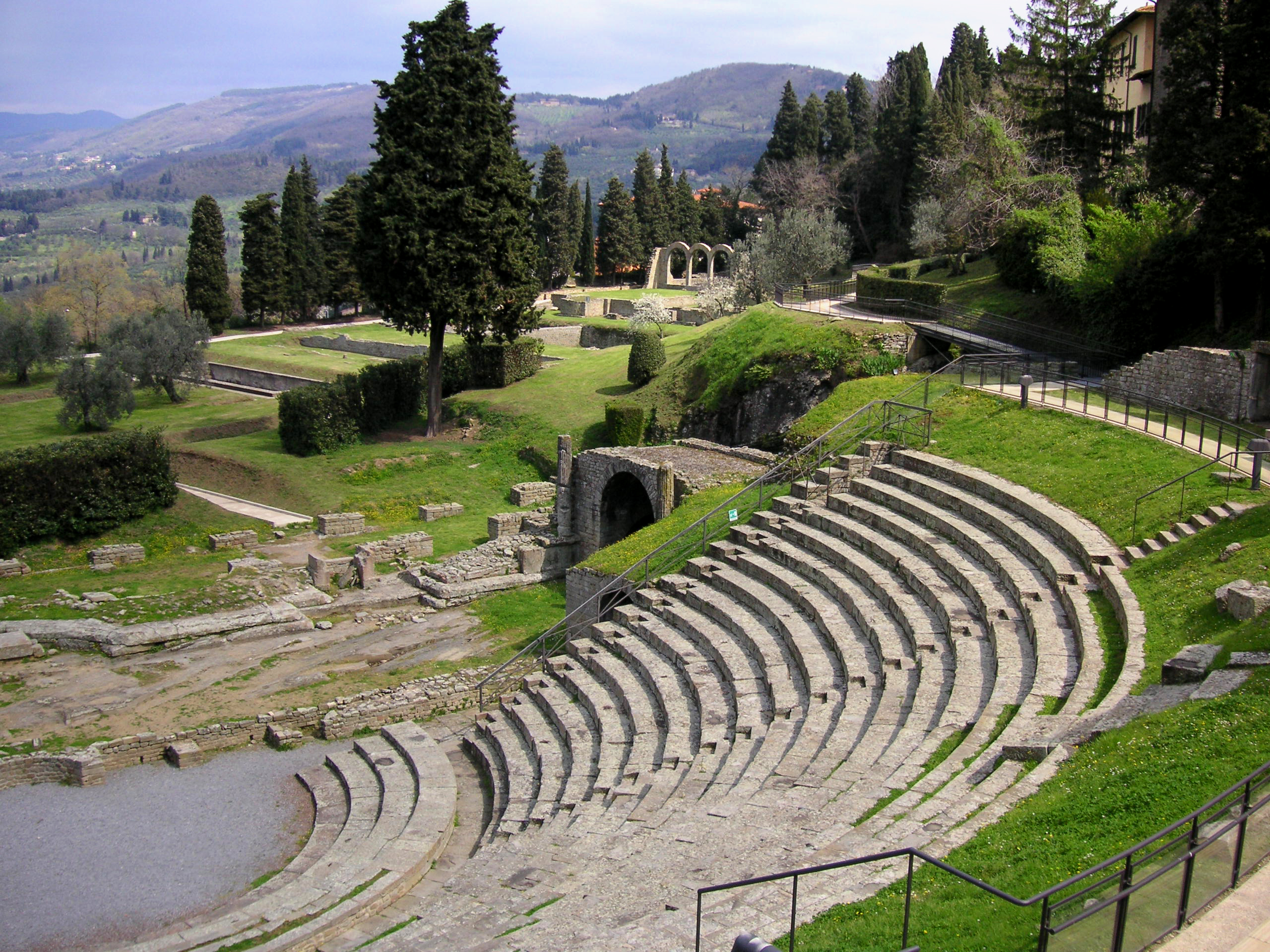
Římské divadlo

Za dómem se rozkládá archeologické naleziště s ruinami římského amfiteátru z 1. století př. n. l., rozvalinami etruských hradeb ze 4. století př. n. l. a Museum Faesulanum se sbírkou bronzů, keramiky a šperků z doby bronzové a pozdějších.
- Pomník obětem první světové války na áměstí Piazza Mino, bronz Oresta Calzoraliho

## Dekameron
Giovanni Boccaccio do Fiesole situoval děj Dekameronu. Uprchla sem skupina deseti mladých lidí z Florencie, aby se zachránila před epidemií moru, která vypukla ve Florencii v roce 1348. Zde ve Ville Palmieri u kostela San Domenico si florentské dívky a chlapci vyprávěli ve stínu stromů slavné povídky Dekameronu.

## Osobnosti
- Francesco di Simone Ferrucci - 15. století, sochař
- Mino da Fiesole - 15. století, sochař
- Fra Angelico - malíř
- Giorgio Albertazzi - herec a divadelní režisér
- Andrea Barzagli - fotbalista
- Andrea Corsini, biskup
- Alice Rohrwacherová – filmová režisérka

## Galerie

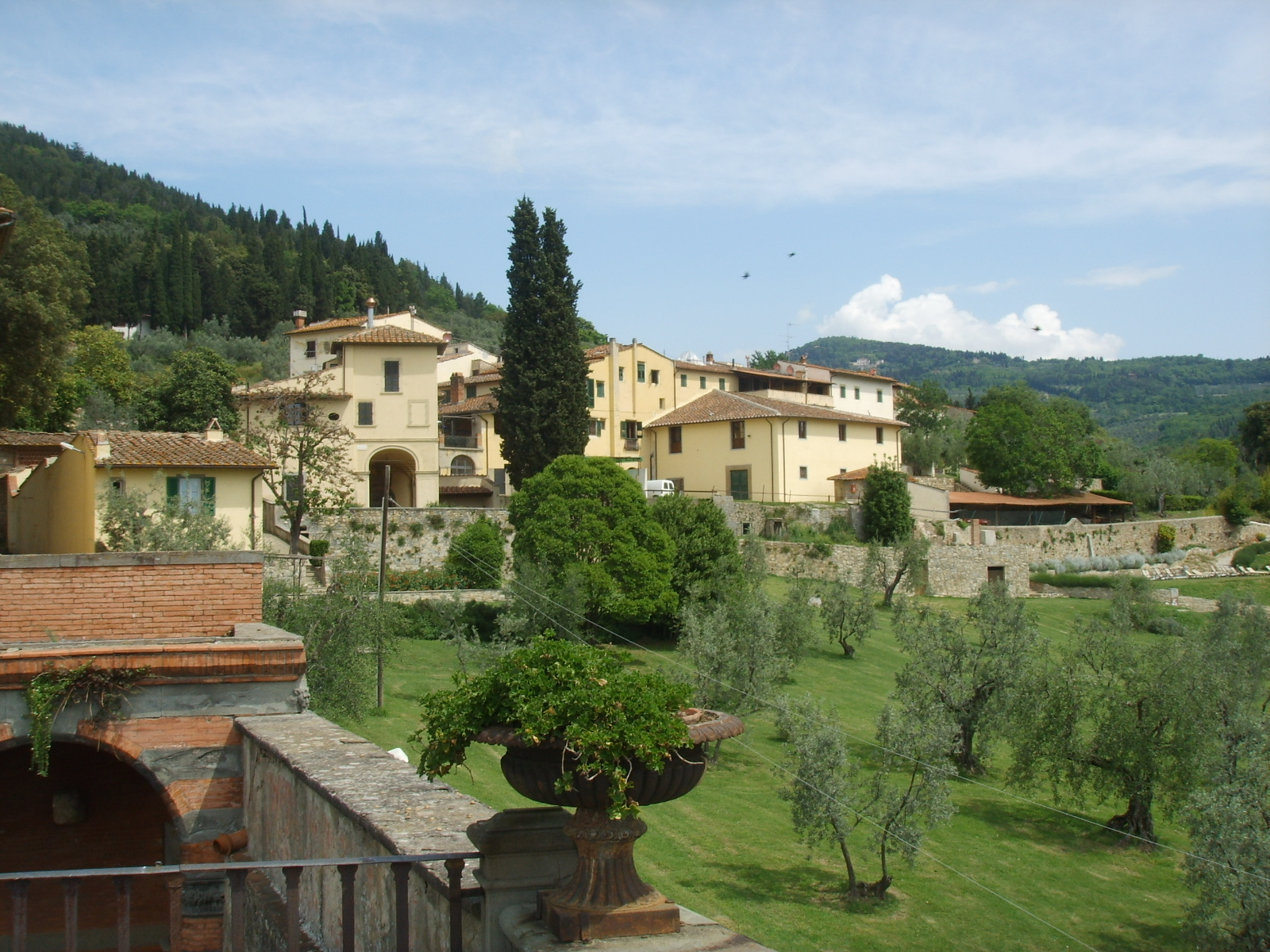
Panorama
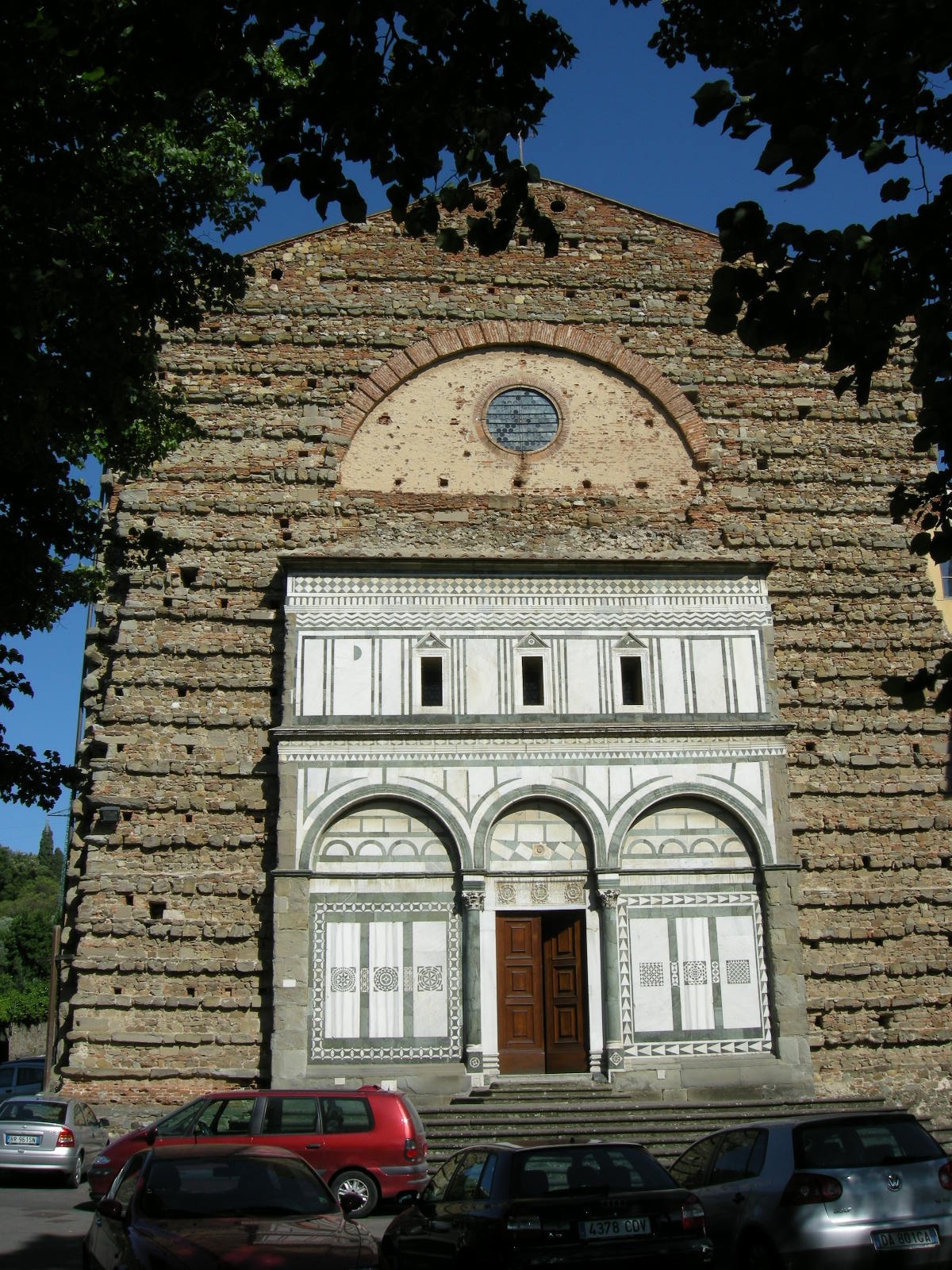
Badia fiesolana
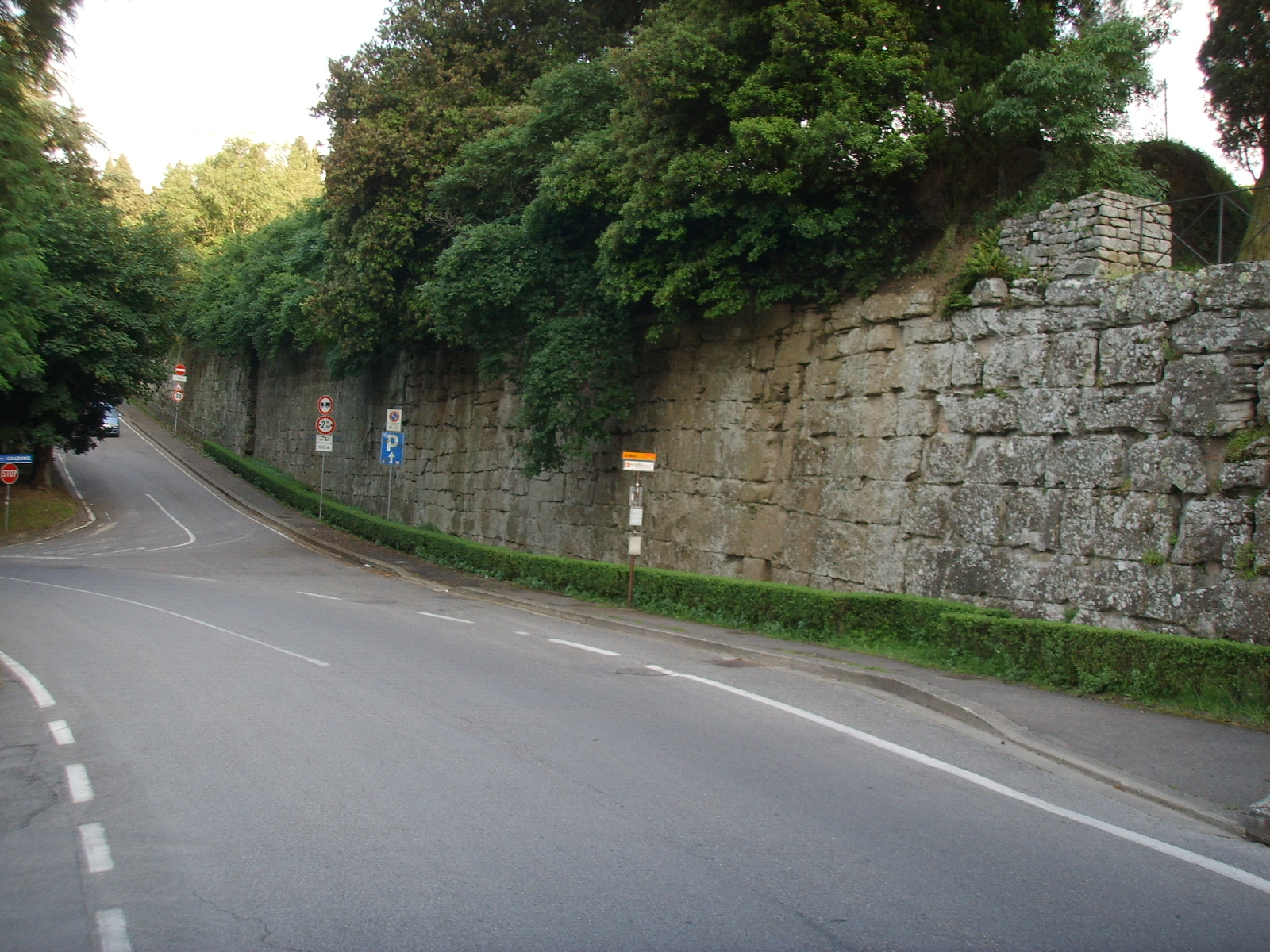
Etruské hradby
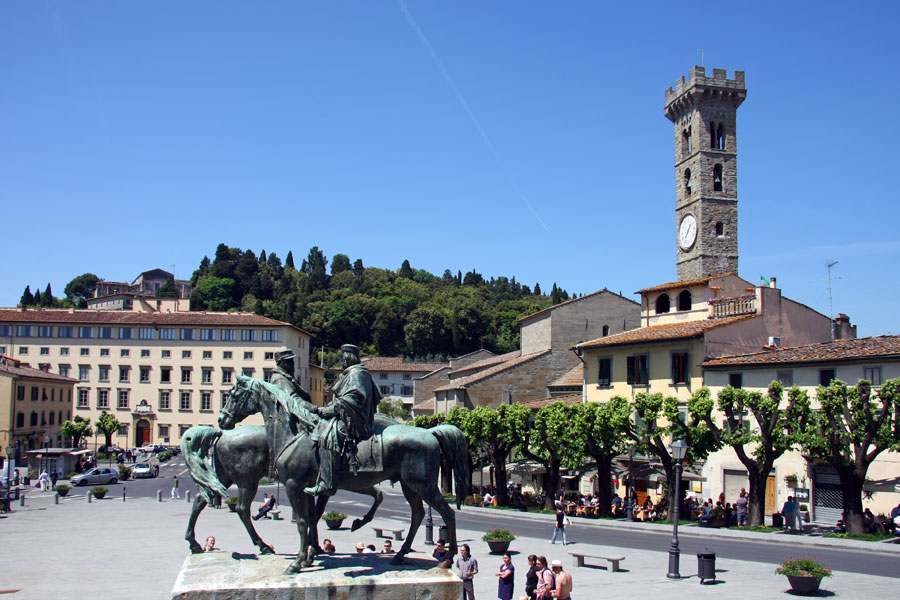
Náměstí s válečným pomníkem
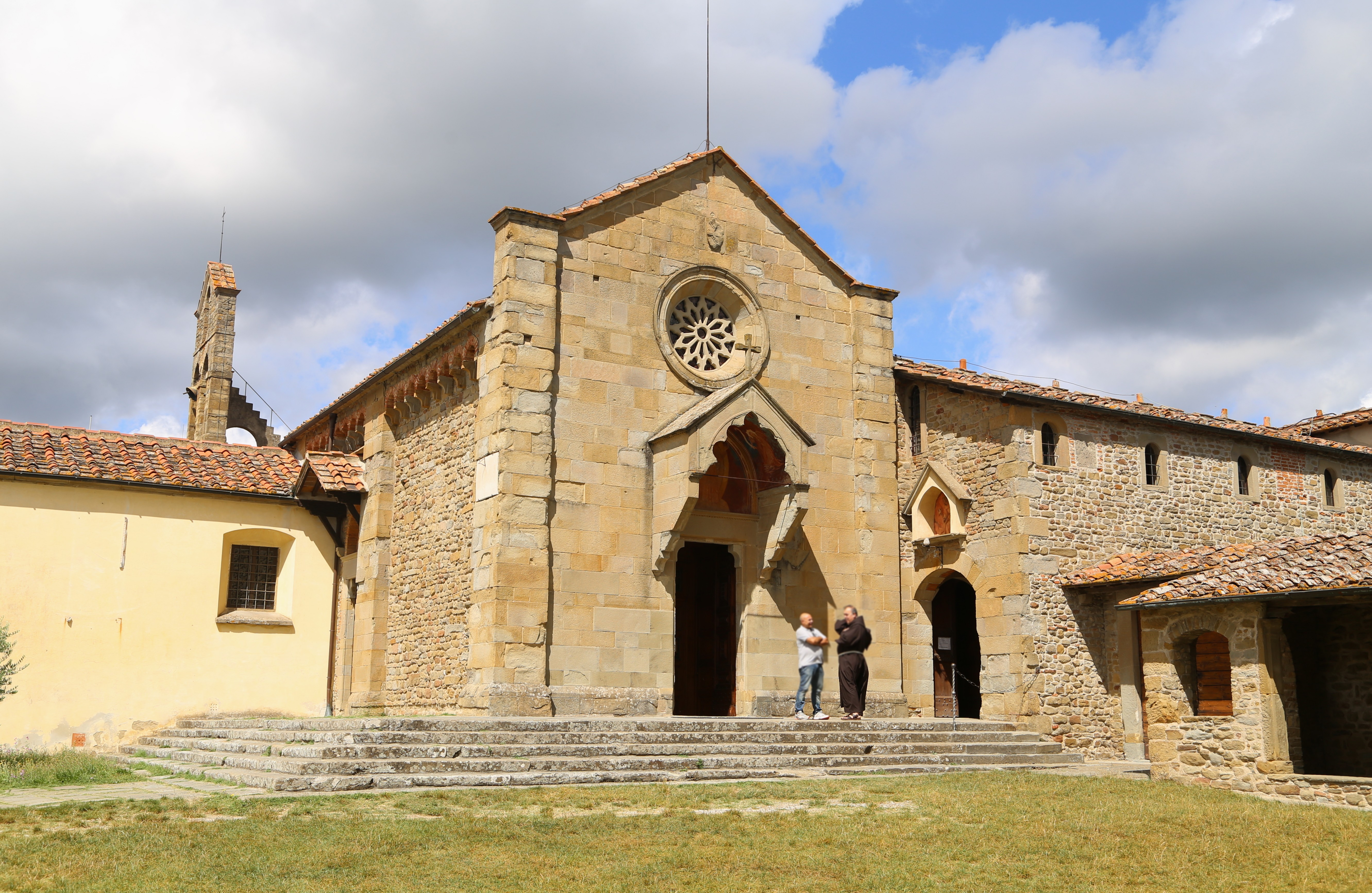
Kostel s klášterem františkánů
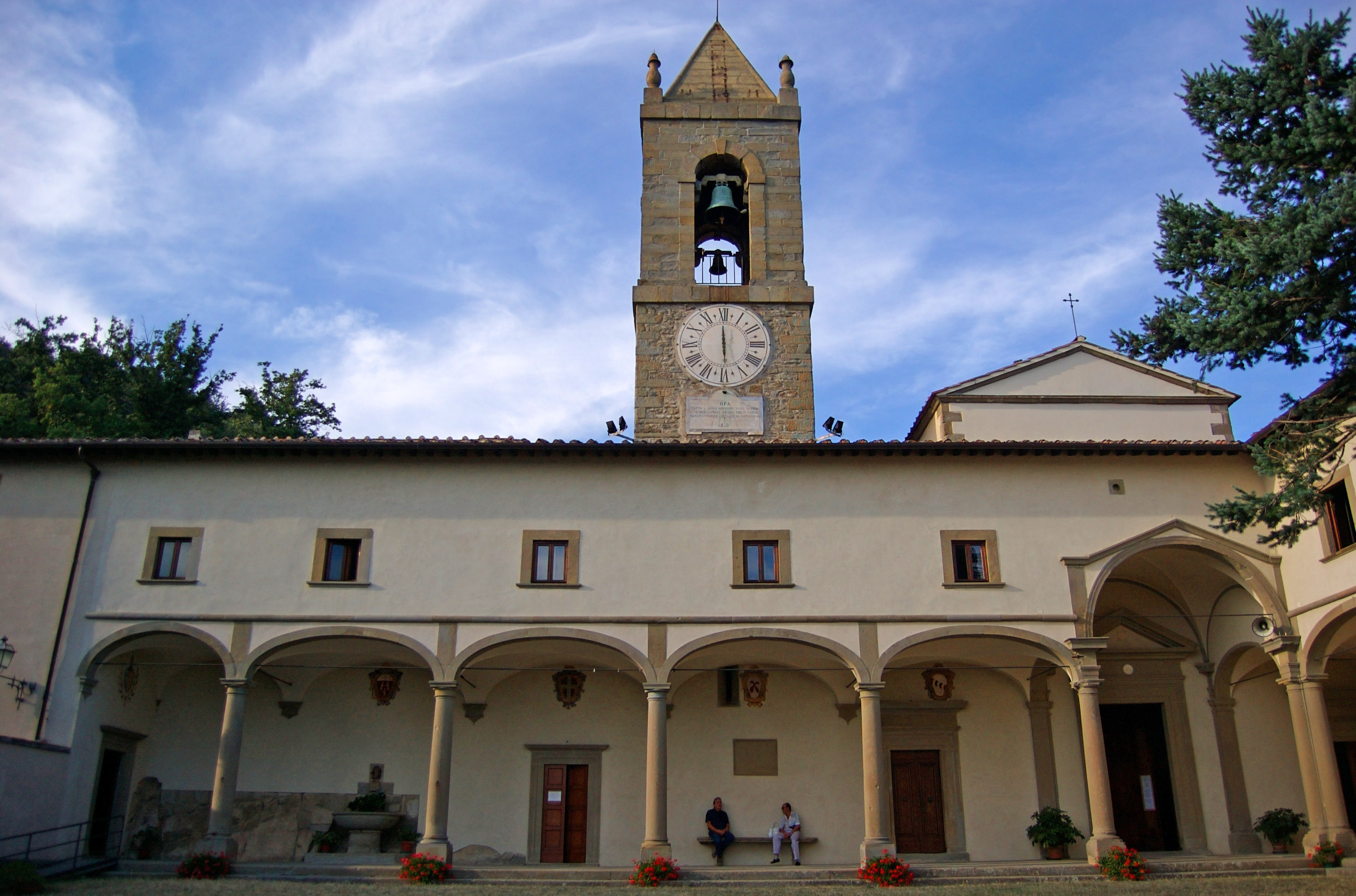
Santuario della Madonna delle Grazie